# Newfoundland and Labrador Route 90
Newfoundland and Labrador Route 90 (NL-90) is een 88 km lange provinciale weg in de Canadese provincie Newfoundland en Labrador. De weg, die ook wel bekendstaat als de Salmonier Line of als de St. Mary's Bay Highway, vormt een belangrijke noord-zuidverbinding op het Newfoundlandse schiereiland Avalon. 

## Traject
Route 90 begint in de gemeente St. Vincent's-St. Stephen's-Peter's River aan de zuidkust van Avalon. De weg is in essentie een voortzetting van Route 10, die van nummer wijzigt op de brug over The Gut, de smalle connectie tussen Holyrood Pond en de zee. De weg vertrekt in noordwestelijke richting, al gaande over de ruim 1,5 km lange schoorwal van het voornoemde meer, waarna hij arriveert in het dorp St. Vincent's. Vanaf daar draait de NL-90 naar het noordoosten toe, welke richting hij vrijwel over zijn hele traject blijft aanhouden.
De weg volgt eerst ruim 8 km de westelijke oever van Holyrood Pond, waarna hij de doorsteek maakt naar de St. Mary's Bay. Hij volgt dan ruim 15 km de oevers van die baai en gaat daarbij doorheen de gemeenten Gaskiers-Point La Haye, St. Mary's en Riverhead. In dat laatste dorp is er een splitsing met een lokale verbindingsweg die naar Mall Bay leidt.
Eens voorbij Riverhead gaat de NL-90 bijna 20 km doorheen het binnenland, eerst de vallei van de Riverhead River volgend en daarna ook kortstondig in noordwestelijke richting gaand doorheen een heuvelachtig terrein. Uiteindelijk komt de weg uit te St. Joseph's bij de Salmonier Arm, een noordelijke zijarm van de St. Mary's Bay, alwaar ook Route 94 op de baan uitkomt. De weg volgt die zeearm in noordoostelijke richting en passeert daarbij de plaatsen New Bridge en Forest Field, om uiteindelijk de Salmonier River over te steken bij St. Catherine's. Op die plaats komen ook Route 93 en Route 91 op de weg uit.
De provincieweg gaat daarna nog 23 km doorheen dunbevolkt en dichtbebost gebied, waar hij onder meer het Natuurpark Salmonier passeert, om uiteindelijk uit te komen bij afrit 35 van de Trans-Canada Highway (NL-1). Vanaf dat punt betreedt de weg het grondgebied van de gemeente Holyrood, al is het nog zo'n 7 km eer hij in het centrum uitkomt. Daar eindigt de weg na 88 km uiteindelijk als een T-splitsing op Route 60, vlak bij de oevers van de Conception Bay.

## Plaatsen langs Route 90

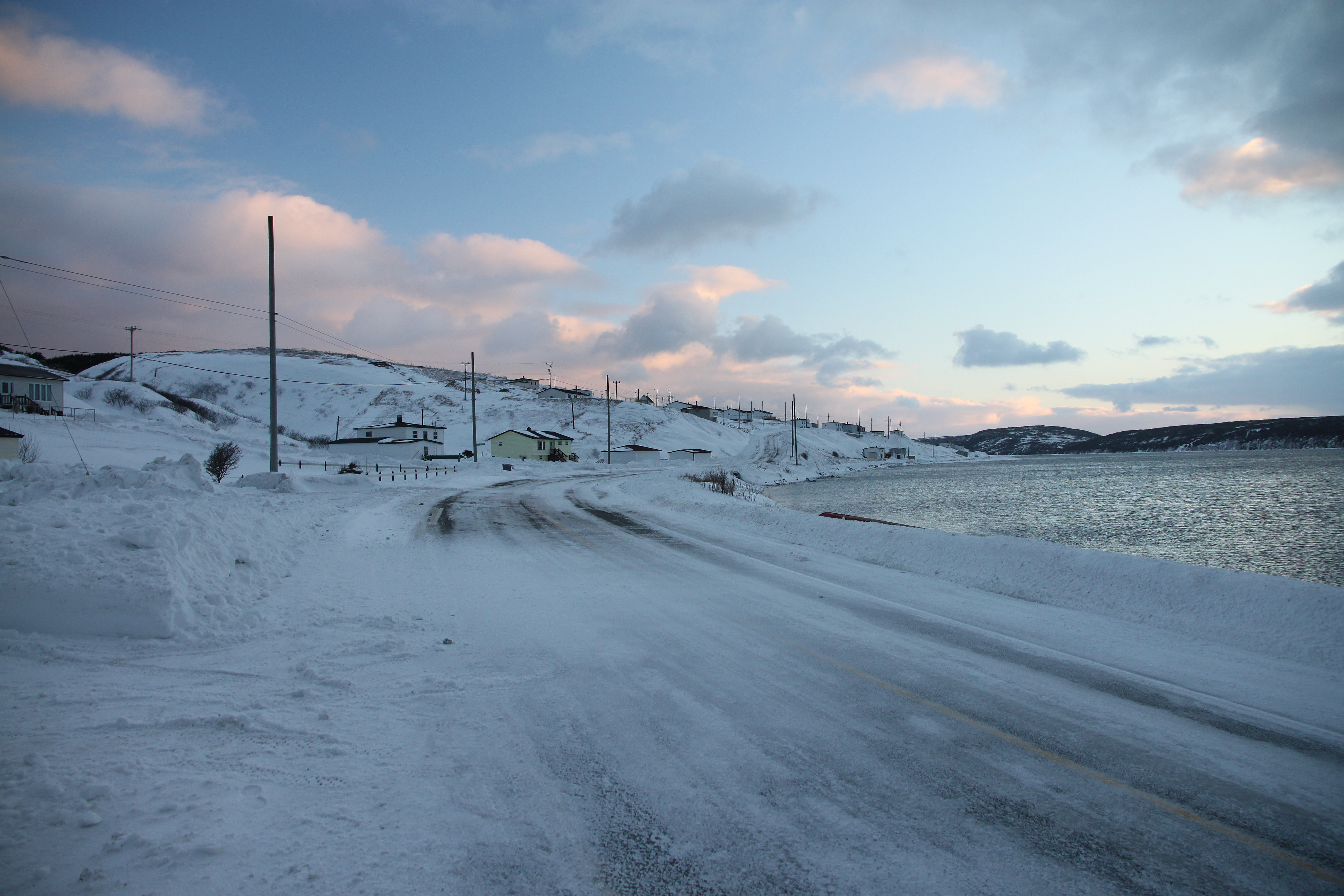
Route 90 in St. Vincent's, met rechts zicht op Holyrood Pond

- St. Vincent's
- Gaskiers
- Point La Haye
- St. Mary's
- Riverhead
- St. Joseph's
- New Bridge
- Forest Field
- St. Catherine's
- Deer Park/Vineland Road
- Holyrood